# 思创
思创有限公司（英語：Smartrac NV) 是一家荷兰安防RFID嵌体制造商。它是全球最大的电子护照嵌体供应商。自2006年起，其股票在法兰克福证券交易所上市。

## 历史
摩根大通旗下的私募股权公司OEP(One Equity Partners)于2010年8月30日同意对Smartrac进行杠杆收购，致使该公司于 2010 年11月19日从TecDAX指数中被删除。
2019年11月，Smartrac技术集团宣布与艾利丹尼森公司达成协议，出售其 RFID业务。此次收购于2020年3月完成。